# Freimanis Glacier
Freimanis Glacier är en glaciär i Antarktis. Den ligger i Östantarktis. Nya Zeeland gör anspråk på området. Freimanis Glacier ligger 1 312 meter över havet.
Terrängen runt Freimanis Glacier är bergig åt sydväst, men åt nordost är den kuperad. Terrängen runt Freimanis Glacier sluttar västerut. Trakten är obefolkad. Det finns inga samhällen i närheten.